# Lamont (Oklahoma)
Lamont es un pueblo ubicado en el condado de Grant en el estado estadounidense de Oklahoma. En el año 2010 tenía una población de 417 habitantes y una densidad poblacional de 	463,33 personas por km².

## Geografía
Lamont se encuentra ubicado en las coordenadas 36°41′28″N 97°33′32″O / 36.69111, -97.55889 (36.691164, -97.558852).

## Demografía
Según la Oficina del Censo en 2000 los ingresos medios por hogar en la localidad eran de $21,917 y los ingresos medios por familia eran $26,250. Los hombres tenían unos ingresos medios de $37,500 frente a los $14,107 para las mujeres. La renta per cápita para la localidad era de $11,466. Alrededor del 19.4% de la población estaban por debajo del umbral de pobreza.